# Upeneus moluccensis
Upeneus moluccensis (Bleeker, 1855), comunemente conosciuta come triglia del mar Rosso, è un pesce perciforme appartenente alla famiglia Mullidae.

## Distribuzione e habitat
Questa specie, originaria dell'oceano Pacifico, del mar Rosso e dell'oceano Indiano, si è diffusa anche nel mar Mediterraneo, dove è stata trovata per la prima volta nel 1947 in Israele, giunta in quell'area tramite il canale di Suez. Si trova anche in Giappone e Nuova Caledonia. Predilige le zone con fondali fangosi o sabbiosi, fino a 120 m di profondità. È una specie tipica delle acque costiere che si può spingere anche in acqua salmastra.

## Descrizione
Questo pesce presenta una banda di colore giallastro o dorato che ne percorre il corpo per la lunghezza su entrambi i lati. Tale banda parte dall'occhio e raggiunge la porzione prossimale della pinna caudale, la quale è forcuta e presenta delle striature rossastre sul lobo superiore. Il resto del corpo ha una colorazione variabile dal rosato al verdastro; i barbigli sono bianchi. La lunghezza massima registrata è di 22,5 cm e può vivere fino a 6 anni.

## Biologia

### Comportamento
Forma banchi.

### Alimentazione
Si nutre prevalentemente di invertebrati come policheti e crostacei, tra cui granchi e gamberi (soprattutto peneidi come Parapenaeus longirostris, Metapenaeus e pasifeidi come Leptochela); talvolta preda anche di pesci più piccoli e seppie.

## Pesca
Non è particolarmente ricercato, ma essendo una specie comune che può essere catturata in grande quantità è di interesse commerciale in alcune zone, come nell'est del mar Mediterraneo, mentre viene comunque considerato poco in altre, come nel mar Cinese Meridionale. Anche le uova sono utilizzate. È catturato soprattutto con reti a strascico.

## Conservazione
Non sono note particolari minacce, quindi la lista rossa IUCN classifica questa specie come "a rischio minimo" (LC).